# Garfield (ligne verte du métro de Chicago)
Pour les articles homonymes, voir Garfield.
Ne doit pas être confondu avec Garfield (ligne rouge du métro de Chicago).
Garfield (anciennement 55th Street) est une station aérienne de la ligne verte du métro de Chicago, située sur Garfield Boulevard, dans le secteur de Washington Park. Elle dessert notamment l'université de Chicago et le musée des Sciences et de l'Industrie (MSI).

## Situation sur le réseau
Garfield est la dernière station au sud de la South Side Main Line avant que la ligne verte se divise vers deux terminus différents : Ashland/63rd et Cottage Grove.

## Description
La station Garfield est la plus ancienne station du 'L', elle a ouvert ses portes le 15 avril 1892. Elle fait même partie du patrimoine protégé depuis 2000, seules les voies et les quais ont pu être modifiés. 
Le design de la station a été créé par l’architecte Myron H. Church et est semblable aux autres stations de la South Side Rapid Transit. Elle fut fermée le 9 janvier 1994, comme le reste de la ligne verte afin de la rénover entièrement et de rouvrir en 1996. Grâce à ses travaux, la station est devenue accessible aux personnes à mobilité réduite grâce à un ascenseur, de nouvelles voies d’accès aux quais ont été créées et la station historique fut désaffectée et protégée des vandales par un grillage. 
En 2004, un parking de dissuasion a été ajouté à la station afin de décourager les navetteurs d’aller au centre-ville avec leur propre véhicule.

## Service des voyageurs

### Accueil
La station Garfield dispose d'un ascenseur et est accessible aux personnes à mobilité réduite.

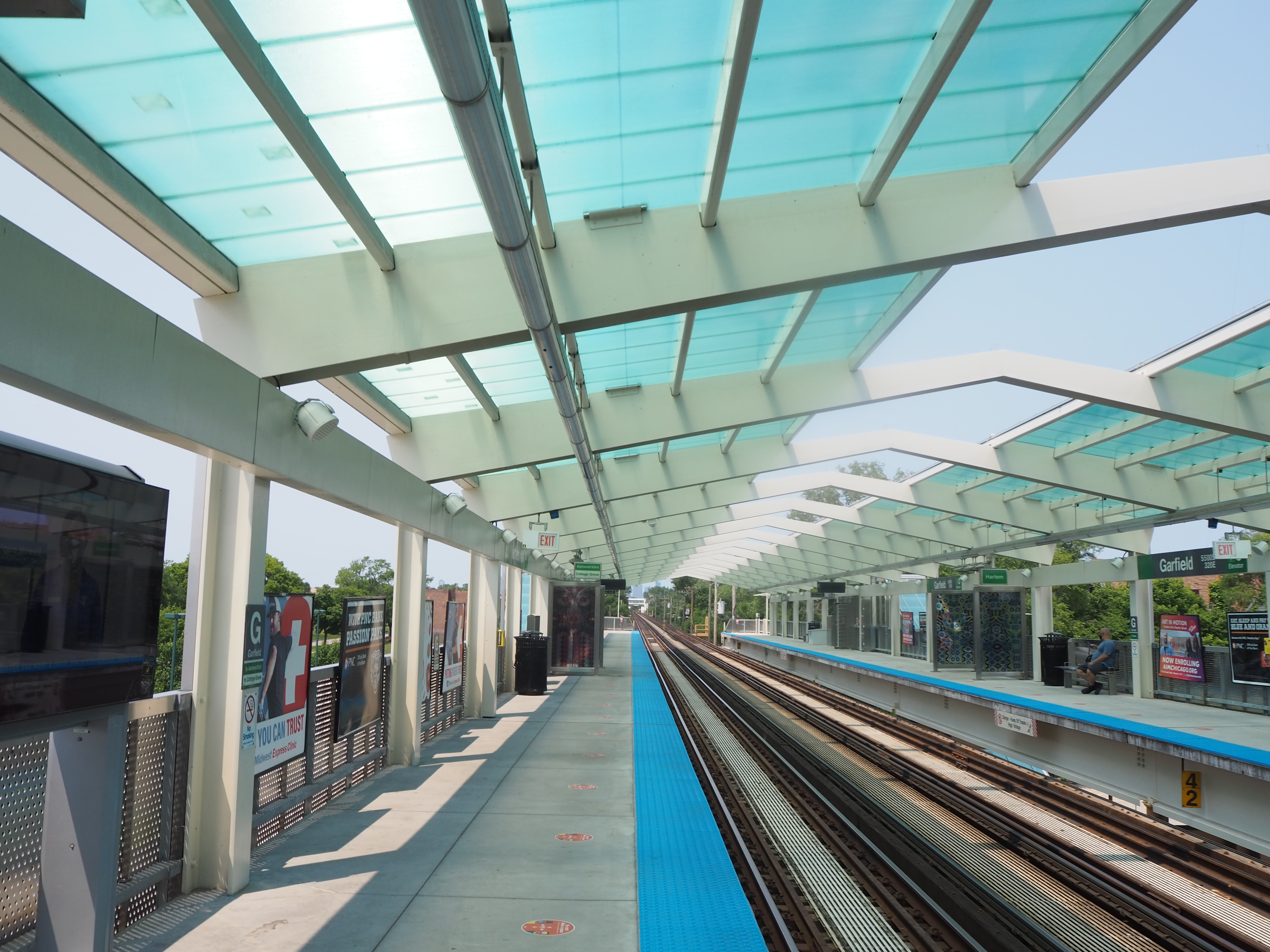
Voies et quais de la station.
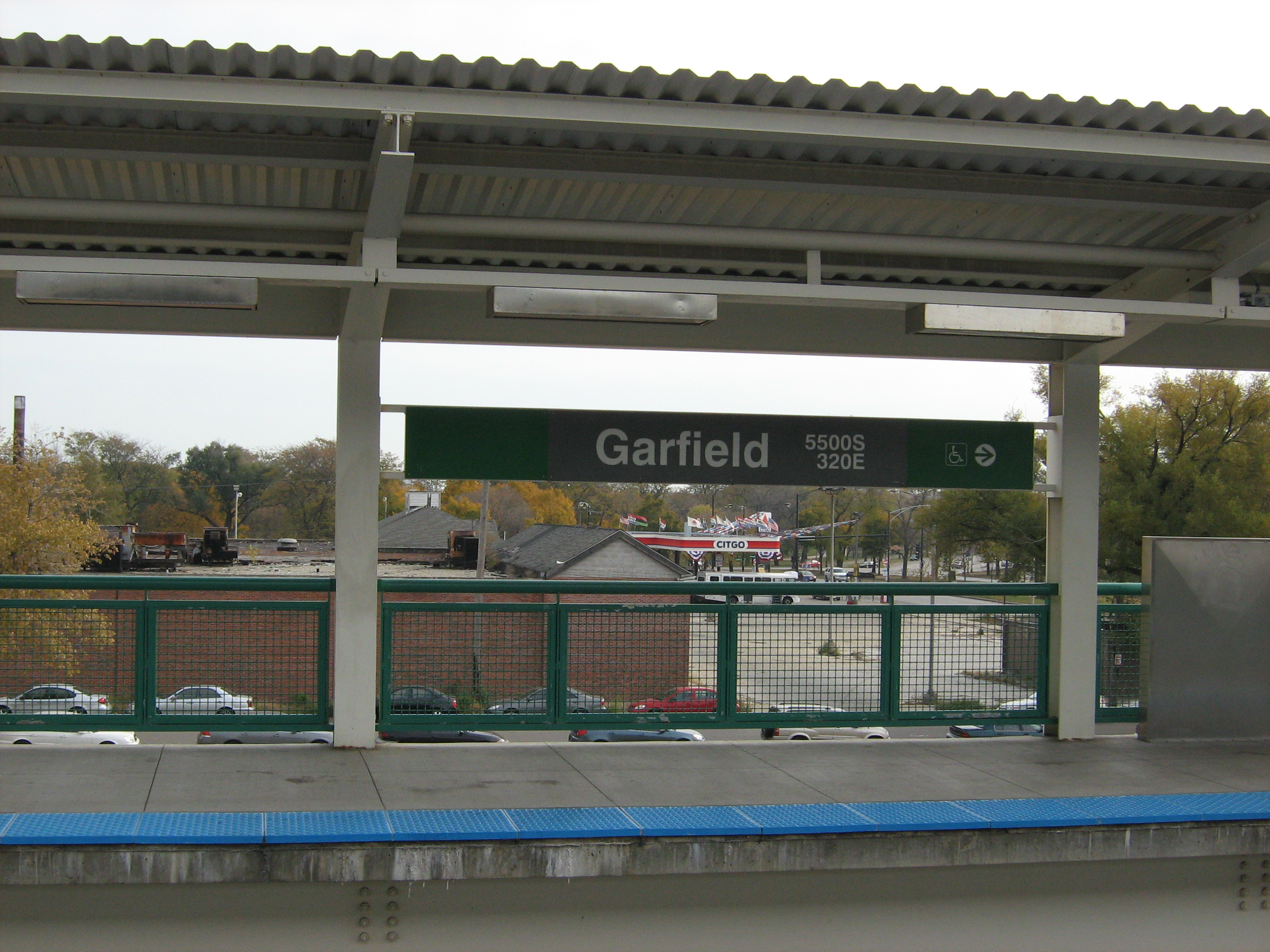
Panneau de la station.
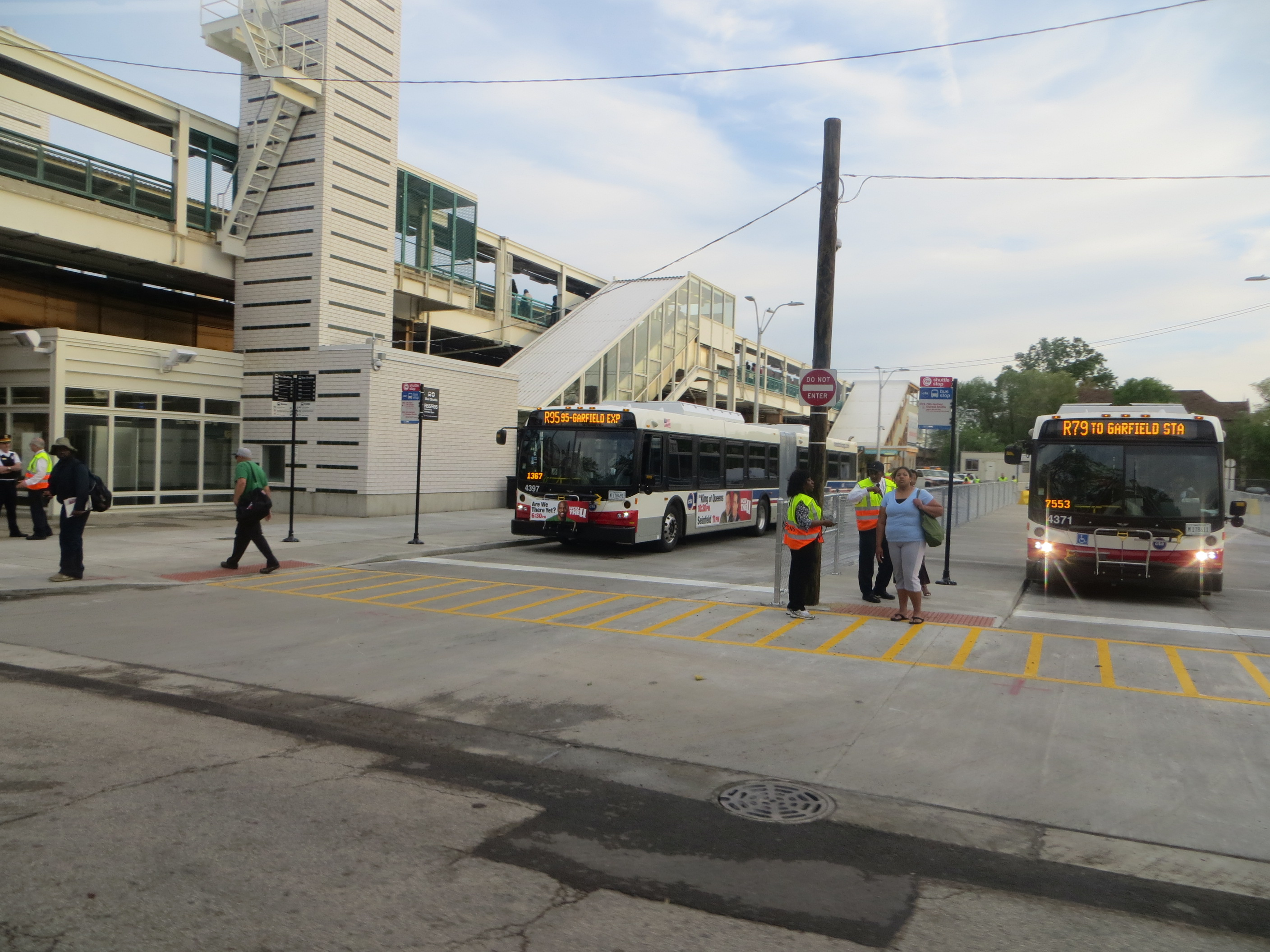
Station et arrêts de bus.

### Desserte
Garfield est desservie par rames qui circulent sur la ligne verte, en direction des terminus de Harlem/Lake et de Ashland/63rd ou Cottage Grove.
| Nord/Ouest                |  |             |  | Sud/Est                       |
| ------------------------- |  | ----------- |  | ----------------------------- |
| 51st vers Harlem/Lake     |  | ligne verte |  | King Drive vers Cottage Grove |
| Halsted vers Ashland/63rd |  | ligne verte |  |                               |
| modifier sur Wikidata     |  |             |  |                               |

### Intermodalité
Un parc pour les vélos et un parking pour les véhicules y sont aménagés.
Elle est desservie par les bus de la Chicago Transit Authority des lignes : 55 Garfield (Owl Service), X55 Garfield Express et 174 U of Chicago-Garfield Stations.